# Antoni Pitxot
Antoni Pichot Soler, que firmaba sus obras como Antoni Pitxot (Figueras, 5 de enero de 1934 - 12 de junio de 2015), fue un pintor español, director de los museos de la Fundación Gala-Salvador Dalí, vicepresidente de dicha fundación y viejo amigo y colaborador de Salvador Dalí.

## Biografía
Pichot nació en el seno de una familia con larga tradición de artistas, entre ellos su tío Ramón Pichot. Comenzó a estudiar dibujo a los trece años con el maestro Juan Núñez Fernández en San Sebastián. Con el tiempo, su pintura se expuso regularmente en Lisboa, Bilbao, Barcelona y Madrid, ganando numerosos premios, incluyendo una medalla de oro en el premio de pintura La punyalada celebrado en Barcelona en 1965.
A principios de los años 1960, era uno de los amigos íntimos del pintor francés Maurice Boitel, autor de los cuadros que se encuentran en la propiedad de la familia Pichot en Cadaqués.  En dicha localidad, Pichot fijó su residencia permanente en 1966. Comenzó a experimentar con el surrealismo; en particular, se centró en las figuras antropomorfas inspiradas en composiciones de piedras similares a las que cubrían la costa próxima a su casa. Pichot trabajaba de una manera muy particular: construía esculturas con piedras, y luego pintaba estas esculturas sobre tela. Gran parte de su trabajo se ha ocupado de la alegoría y el mito, entre ellos la figura de Mnemosyne, la madre de las musas, que personificaba la memoria, y una serie de pinturas sobre la obra teatral de William Shakespeare, La tempestad.
Aunque la familia de Pichot y la del pintor Salvador Dalí se conocían incluso antes de nacer Antoni, su relación con él surgió con ocasión de la defensa que Dalí hizo de su obra. Con el tiempo, Dalí le pidió participar en el diseño del Teatro-Museo Dalí de Figueres. En la actualidad, hay una exposición permanente sobre la obra de Pichot en la planta baja de este museo. Pichot y Dalí fueron casi inseparables en los últimos años de la vida de Dalí: diseñando el museo, dando clases sobre arte e intercambiando ideas sobre pintura. Pichot fue protector del legado de Dalí después de su muerte. Como miembro de la junta directiva de la Fundación Gala-Salvador Dalí dirigió diversas instituciones relacionadas con Dalí. Se convirtió en el director del museo después de la muerte del pintor.
Pichot ha sido reconocido en diversas ocasiones. En 2000, fue nombrado académico de la Real Academia de Bellas Artes de Sant Jordi y en 2003 le fue concedida la Medalla de Oro al Mérito en las Bellas Artes por el Gobierno de España. En 2014 el Ayuntamiento de Figueres (Girona) le concede la Fulla de Figuera de Plata y en 2015 es nombrado Hijo Predilecto de Cadaqués (Girona). Las obras de Antoni Pichot se encuentran en colecciones privadas y en diversos museos de todo el mundo.